# Eraines
Eraines é uma comuna francesa na região administrativa da Normandia, no departamento Calvados. Estende-se por uma área de 4 km². Em 2010 a comuna tinha 342 habitantes (densidade: 85,5 hab./km²).